# Nikki Sinclaire
Nicole Sinclaire (født 26. juli 1968) er siden 2009 britisk medlem af Europa-Parlamentet, valgt for UK Independence Party, men forlod partiet i 2010 (indgår i parlamentsgruppen løsgænger).